# Antonius Grimmer
Mons. ThDr. Antonius Grimmer (7. srpna 1861, Stříbro – 12. května 1926, Praha-Podolí) byl český římskokatolický kněz německého původu, Prelát Jeho Svatosti a kanovník Metropolitní kapituly u sv. Víta v Praze.

## Život
Narodil se 7. srpna 1861 ve Stříbře.
Po studiu teologie byl 17. července 1892 vysvěcen na kněze. Dne 9. září se stal katechetou v Aši. Dne 17. září 1894 začal působit v kongregaci Dcer křesťanské lásky sv. Vincence de Paul v Nelahozevsi. Mezitím studoval na Karlově univerzitě filologii. Později začal vyučovat na první německé reálce a v letech 1896–1908 vedl gymnázium a konvikt v Doupově. Roku 1907 se stal arcibiskupským notářem.
Dne 2. ledna 1908 byl zvolen kanovníkem Metropolitní kapituly u sv. Víta v Praze a slavnostně instalován byl 29. března 1908.
Dne 20. dubna 1908 byl jmenován radou arcibiskupské konzistoře a v červnu stejného roku členem komise pro hodnocení odborné způsobilosti katechetů na občanských školách. Dne 9. ledna 1909 se stal členem kolegia cenzorů a dále působil ve funkcích; člen konsilia „a Vigilantia" (1909), komisař arcibiskupského ordinariátu pro sestry „Notre Dame de Sion" (1909), zastupující komisaře při zkouškách studentů teologie (1910). Dne 2. května 1910 získal doktorát z teologie.
Dne 5. července 1910 byl jmenován prosynodálním examinátorem a dne 6. října 1911 komisařem arcibiskupského ordinariátu pro výuku náboženství na pražských německých reálkách na Novém Městě a v Karlíně. Mezi další funkce které zastával patřila funkce; komisaře arcibiskupského ordinariátu pro Kongregaci Chudých Služebnic Ježíše Krista, komisaře arcibiskupského ordinariátu pro výuku náboženství na německém učitelském ústavu a na německém dívčím lyceu v Praze, prosynodální soudce církevního tribunálu arcibiskupské kurie, arcibiskupský komisaře pro ústav „hospitium misericordiae" ve Velichově, ordinariátní komisaře kláštera Bosých Karmelitek a arcibiskupský komisař gymnázia v Doupově.
Na začátku roku 1922 mu byl udělen titul Preláta Jeho Svatosti.
Zemřel 12. května 1926 v Praze a pohřben byl na hřbitově sv. Markéty v Břevnově.